# Під наглядом
Під наглядом (англ. The Rental) — американський горор фільм, режисерський дебют Дейва Франка, зі сценарієм від Франко та Джо Сванберґа, за оповіданнями Франка, Сванберґа, і Майка Демського. У фільмі знялись такі актори: Ден Стівенс, Елісон Брі, Шейла Ванд, Джеремі Аллен Вайт, і Тобі Гасс.
Старт прокату фільму в Україні відбувся 30 липня 2020 року.

## Синопсис
Дві пари орендують будинок Airbnb для відпочинку і починають підозрювати, що власник будинку шпигує за ними.

## У ролях
| Актор              | Роль   |
| ------------------ | ------ |
| Елісон Брі         | Мішель |
| Ден Стівенс        | Чарлі  |
| Шейла Ванд         | Міна   |
| Джеремі Аллен Вайт | Джош   |
| Тобі Гасс          | Тейлор |

## Виробництво
У березні 2019 року було оголошено, що Елісон Брі, Ден Стівенс, Шейла Ванд та Джеремі Аллен Вайт приєдналися до акторського складу фільму, а Дейв Франко стане режисером та со-сценаристом, разом з Джо Сванберґом. Дейв Франко, Елізабет Гаґґард, Тедді Шварцман, Бен Стіллман, Джо Сванберґ, Джо Сванберґ та Крістофер Сторер виступають продюсерами фільму відповідно зі своїми студіями «Ramona Films» та «Black Bear Pictures», Майкл Гаймлер та Шон Дюркін виконуватимуть роль виконавчих продюсерів.
Основний знімальний процес розпочався 22 квітня 2019 року.

## Випуск
У квітні 2020 року IFC Films придбала права на дистриб'юцію фільму та запланувала його випуск на 24 липня 2020 року. Прем'єра фільму в Україні відбулася 30 липня 2020 року.